# گئورگنس‌گموند
گئورگنس‌گموند (به آلمانی: Georgensgmünd) یک شهر در آلمان است که در Roth واقع شده‌است.